# Совка спряжена
Совка спряжена (Idia calvaria) — вид метеликів з родини квітососові.

## Поширення
Вид поширений в Європі, переважно в околицях Середземного моря, але трапляється також в Північній та Центральній Європі. Він також присутній на Кавказі та в Анатолії. Мешкає в прибережних лісах, річкових рівнинах і парках. В Україні трапляється на більшій території країни окрім степової зони.

## Опис
Розмах крил 24–34 мм. Колір передніх крил коричневий з чорнуватими і сірувато-білими вкрапленнями, які особливо виражені на реберному краї. Зовнішня поперечна лінія і хвиляста лінія білуваті, чітко розмежовують темно-коричневе поле між ними. Характерними для виду є дуже маленькі, точкові кільцеподібні рильця та великі, прозорі ниркоподібні рильця, кожне з яких має яскраво жовтий або жовто-коричневий колір. На сірих задніх крилах є чітка світла поперечна лінія та іноді інші дещо слабкіші, розмиті лінії.

## Спосіб життя
Дорослі особини літають з червня по вересень. На півдні буває два покоління. Личинки живляться листям тополі, верби і щавелю.